# Федор Павло Степанович
Павло́ Степанович Федор (14 січня 1884 — 2 березня 1952, Ужгород) — культурний діяч москвофільського напряму на Закарпатті, педагог родом зі Словаччини; управитель шкіл у Пряшеві і діяч Товариства ім. Духновича. Збірка поезій «Мысли» (1929), праці «А. И. Добрянский» (1927) і «Очерки карпаторусской литературы со второй половины XIX столетия» (1929) та п'єси («Верховинец», 1935 і ін.).